# Bologna
Bologna (italsky  boloɲːa, emiliano-romagnolsky Bulåggna; česky Boloňa či zastarale Boloň) je hlavním městem regionu Emilia-Romagna a provincie Bologna v Itálii.
Bologna je proslavená svými věžemi. Kvůli převaze cihlových budov se někdy nazývá „Červená Bologna“. Historické centrum Bologni je pozoruhodné středověkým rozvržením ulic a budovami v odstínech červené a oranžové. Půvab města je umocněn elegantními a početnými podloubími (italsky portici, boloňsky pôrdg).
Starobylé univerzitní město je v současnosti cílem mnoha studentů, kteří mu dodávají kulturní bohatství a zdroj neotřelých názorů, jež mu mohou závidět mnohá světová města.
Bologna je středem oblasti, kde se nejvíce mluví emiliano-romagnolským (Emigliàn e Rumagnôl) dialektem italštiny.

## Historie

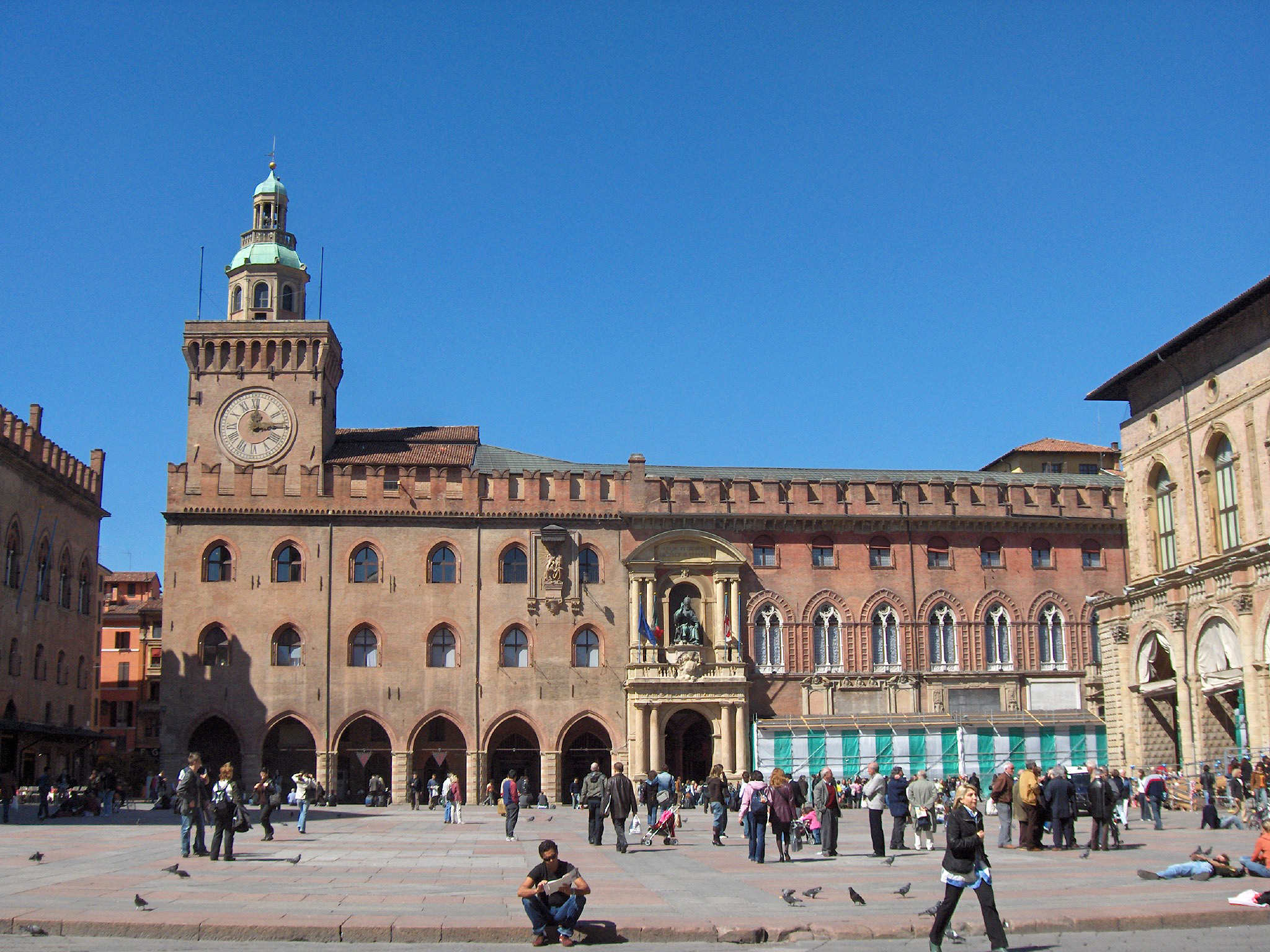
Radnice, Palazzo d'Accursio

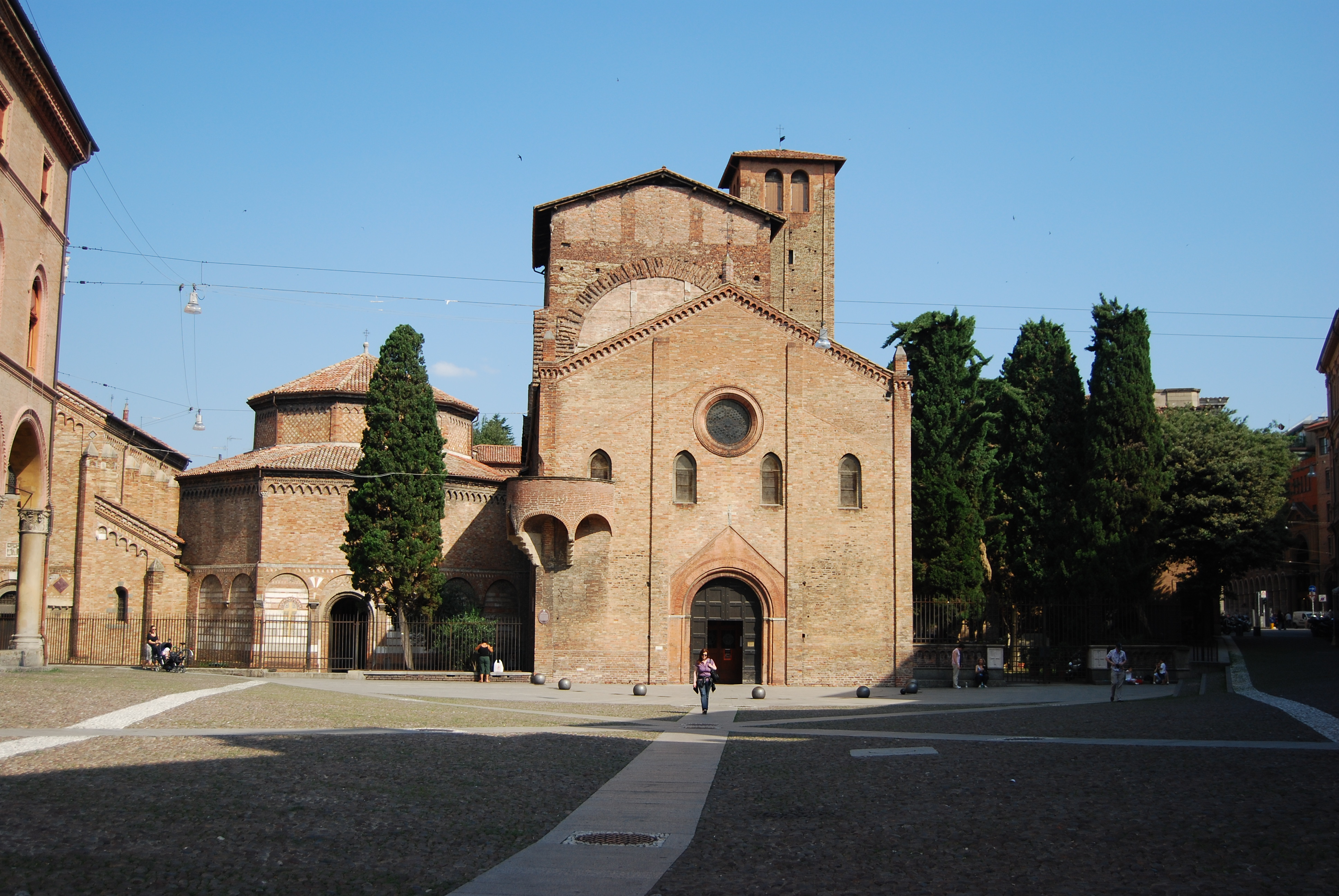
Piazza Santo Stefano, kostely S. Vitale, Božího hrobu a S. Stefano

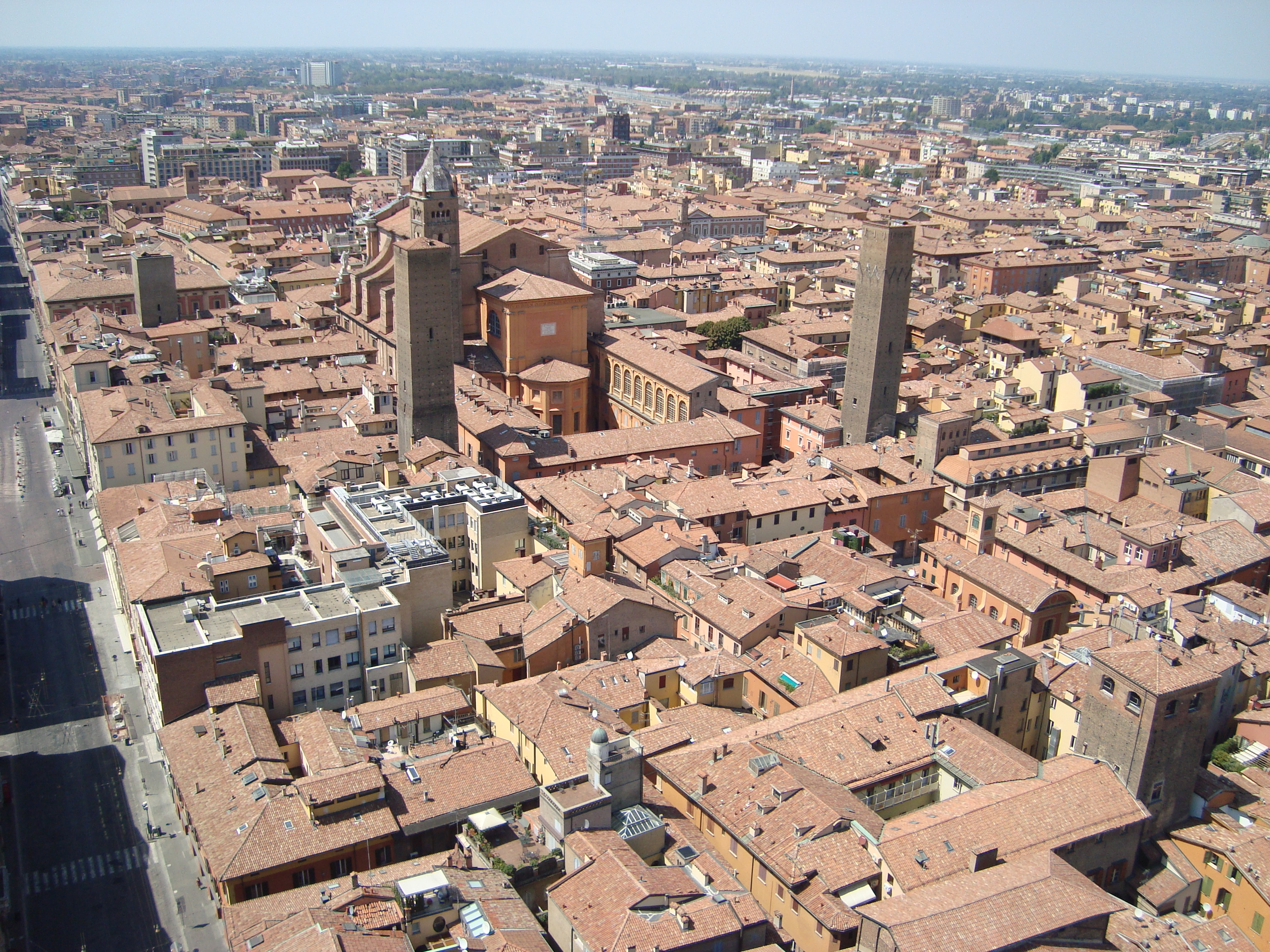
Torre Prendiparte a Altabella, katedrála San Pietro

Bolognu založili zhruba v 6. století př. n. l. Etruskové pod jménem Felsina. O 200 let později zde žili keltští Bójové, od nichž má město své (latinské) jméno Bononia. V roce 189 př. n. l. oblast ovládli Římané, kteří z ní vytvořili svoji kolonii. Ta byla později zpustošena Langobardy a Franky.
Bologna byla jedním z hlavních center obchodu díky síti kanálů, které umožňovaly přepravu velkého množství zboží. Ve středověku se Bologna stala centrem vědění. V roce 1088 byla v Bologni založena univerzita, která je považována za nejstarší v Evropě. V období renesance (od roku 1506) byla významným městem papežského státu.
2. srpna 1980 byl na hlavním nádraží spáchán velký bombový útok, známý jako atentát v Boloni.
Až do zvolení starosty z pravého středu politického spektra v roce 1999 bylo město historickou baštou socialistů a komunistů. Strany levého středu získaly křeslo starosty zpět v roce 2004.

## Město a pamětihodnosti
Historické centrum, památková rezervace o rozloze 142 ha, patří k největším v Evropě a přes poškození bombardováním za války má velké množství středověkých, renesančních i barokních památek. Typická jsou četná podloubí v celkové délce 38 km, do roku 2021 součást světového kulturního dědictví UNESCO pod názvem „Podloubí v Boloni“. Symbolem města jsou „Dvě věže“ (Asinelli o výšce 97 m a šikmá Garisenda, 48 m), spolu s dalšími asi 20 věžemi pozůstatek raně středověkého města, kde jich bylo téměř 100.
Piazza Maggiore je střed města, kde stojí:
- gotická bazilika San Petronio, založená 1390 a nikdy nedokončená, je svou délkou 132 m, šířkou 69 m a výškou klenby 45 m pátým největším kostelem na světě
- Palazzo Comunale, budova radnice (na západní straně náměstí) složená z více budov z 13. až 15. století; v Palazzo d'Accursio jsou sbírky boloňské malířské školy
- Palazzo dei Notai (na jihu), stavba z roku 1381
- Palazzo del Podesta a Palazzo di Re Renzo (na severní straně); Palazzo del Podesta byl postaven v roce 1201 a roku 1484 renesančně obnoven, má věž Torre dell'Arengo; gotický Palazzo di Re Renzo je z roku 1245[8]

Piazza di Porta Ravegnana, zde stojí dvě šikmé věže
- Torre degli Asinelli , věž vysoká 97 m byla postavena v roce 1109; je vychýlena přibližně o 1,2 m
- Torre Garisenda má výšku 48 m a výchylku přes 3 m

Piazza San Stefano s komplexem sedmi románských kostelů, původně z 5.–8. století, přestavěných v 11. a 12. století:
- bazilika San Vitale e Agricola
- osmiboký chrám Božího hrobu
- kostel Ukřižování nebo sv. Jana Křtitele a další

Piazza S. Domenico
- bazilika San Domenico ze 13. století

Piazza S. Francesco
- kostel San Francesco z let 1236–1263

Piazza del Nettuno
- Neptunova fontána (Fontana di Nettuno) – Neptunův trojzubec je logo automobilky Maserati

Ve městě je dále mnoho gotických, renesančních a barokních paláců a řada honosných sloupových náhrobků ze 13.–15. století.

## Univerzita
Boloňská univerzita byla založena roku 1088 a je patrně nejstarší samosprávnou univerzitou na světě. Její význam spočíval hlavně v tom, že se zde začalo studovat římské právo, což zásadně ovlivnilo právní kulturu celé Evropy. Ve středověku byla důležitým centrem intelektuálního života. Mezi její absolventy patřil například Dante Alighieri, Francesco Petrarca, Erasmus Rotterdamský, Mikuláš Koperník nebo Tomáš Becket. Bologna je stále důležitým univerzitním městem pro všechny vědecké obory a během akademického roku se počet obyvatel zvýší ze 400 000 na téměř 500 000.

## Doprava
Bologna je významný železniční uzel, z něhož se železniční tratě paprskovitě rozbíhají do celé severní Itálie: hlavní nádraží Centrale odbaví asi 58 milionů cestujících ročně. Město leží na křižovatce dálnic A 13 a A 14 a blízko dálnice A 1. V blízkosti leží mezinárodní letiště G. Marconiho se 6 miliony pasažérů ročně. Městskou dopravu obstarávají trolejbusové a autobusové linky.

## Gastronomie
Bologna je vyhlášená svojí kulinářskou tradicí. Místní bohatá kuchyně se vyznačuje jídly z masa a sýrů. Důležitou součástí místního jídelníčku jsou, stejně jako v ostatních městech oblasti Emilia-Romagna, uzeniny z vepřového masa, především prosciutto (šunka) a mortadella. Místními specialitami z těstovin jsou dobře známé tortellini ve vývaru, lasagne a tagliatelle al ragù. Je nutno podotknout, že známé boloňské špagety ve skutečnosti s Bolognou nemají nic společného: jsou výmyslem komerční světové kuchyně.

## Významné firmy
- Ducati
- Malaguti
- Lamborghini
- Maserati

## Sport
V Boloni sídlí fotbalový klub Bologna FC 1909 a basketbalové kluby Virtus a Fortitudo.

## Vývoj počtu obyvatel
Počet obyvatel

## Osobnosti města
V Bologni se narodil vynálezce bezdrátového telegrafu Guglielmo Marconi a Luigi Galvani zde při pokusech s žabími stehýnky objevil základní zákony elektrického proudu.
- Lucius Pomponius (1. století př. n. l.), římský dramatik a básník
- Lucius II. (* ? – 1145), papež
- Svatý Dominik (cca 1170–1221), kastilský kazatel a zakladatel Řádu bratří kazatelů
- Pietro Pomponazzi (1462–1525), italský filosof
- sv. Kateřina z Boloně (1413–1463), italská spisovatelka, klariska, jeptiška a umělkyně
- Ulisse Aldrovandi (1522–1605), italský lékař a přírodovědec
- Orazio Samacchini (1532–1577), italský manýristický malíř
- Giacomo Boncompagni (1548–1612), italský feudál, nelegitimní syn papeže Řehoře XIII. a umělecký mecenáš
- Agostino Carracci (1557–1602), italský malíř a grafik
- Domenichino (1581–1641), italský malíř
- Giovanni Battista Triumfetti (1656–1708), italský lékař a botanik
- Rinaldo Ranzoni (1671 Bologna – 1737 Praha), italský zlatník a stříbrník v Praze
- Domenico Gabrielli (1659–1690), italský barokní skladatel a virtuóz na violoncello
- Benedikt XIV. (1675–1758), papež
- Farinelli (1705–1782), italský operní zpěvák, kastrát-soprán
- Luigi Galvani (1737–1798), italský lékař (anatom, fyziolog) a fyzik
- Giuseppe Venturoli (1768–1846), italský inženýr
- Antonio Bertoloni (1775–1869), italský botanik
- Cesare Mattei (1809–1896), italský šlechtic, spisovatel, politik, homeopat a známý léčitel
- Giovanni Kminek-Szedlo (1828–1896), italský egyptolog českého původu
- Giosuè Carducci (1835–1906), italský básník, držitel Nobelovy ceny
- Olindo Guerrini (1845–1916), italský básník
- Ottorino Respighi (1879–1936), italský skladatel a muzikolog
- Giorgio Bassani (1916–2000), italský romanopisec, básník a esejista
- Pier Paolo Pasolini (1922–1975), italský básník, spisovatel, scenárista, novinář, režisér a herec
- Giorgio Francia (* 1947), bývalý italský automobilový závodník a účastník Formule 1
- Pierluigi Collina (* 1960), bývalý italský fotbalový rozhodčí
- Alessandro Zanardi (* 1966), italský automobilový závodník, bývalý pilot Formule 1
- Christian Vieri (* 1973), italský fotbalový útočník
- Loris Capirossi (* 1973), italský motocyklový závodník
- Elisa Cusma (* 1981), italská atletka, běžkyně
- Simone Bolelli (* 1985), italský tenista

## Partnerská města
- Coventry, Spojené království, 1984
- Charkov, Ukrajina, 1966
- La Plata, Argentina, 1988
- Lipsko, Německo, 1962
- Portland Oregon, USA, 2003
- San Carlos, Nikaragua, 1988
- Saint-Louis, Senegal, 1991
- St. Louis, Missouri, USA, 1987
- Thessaloniki, Řecko, 1981
- Toulouse, Francie, 1981
- Tuzla, Bosna a Hercegovina, 1994
- Valencia, Španělsko, 1976
- Záhřeb, Chorvatsko, 1963

### Galerie

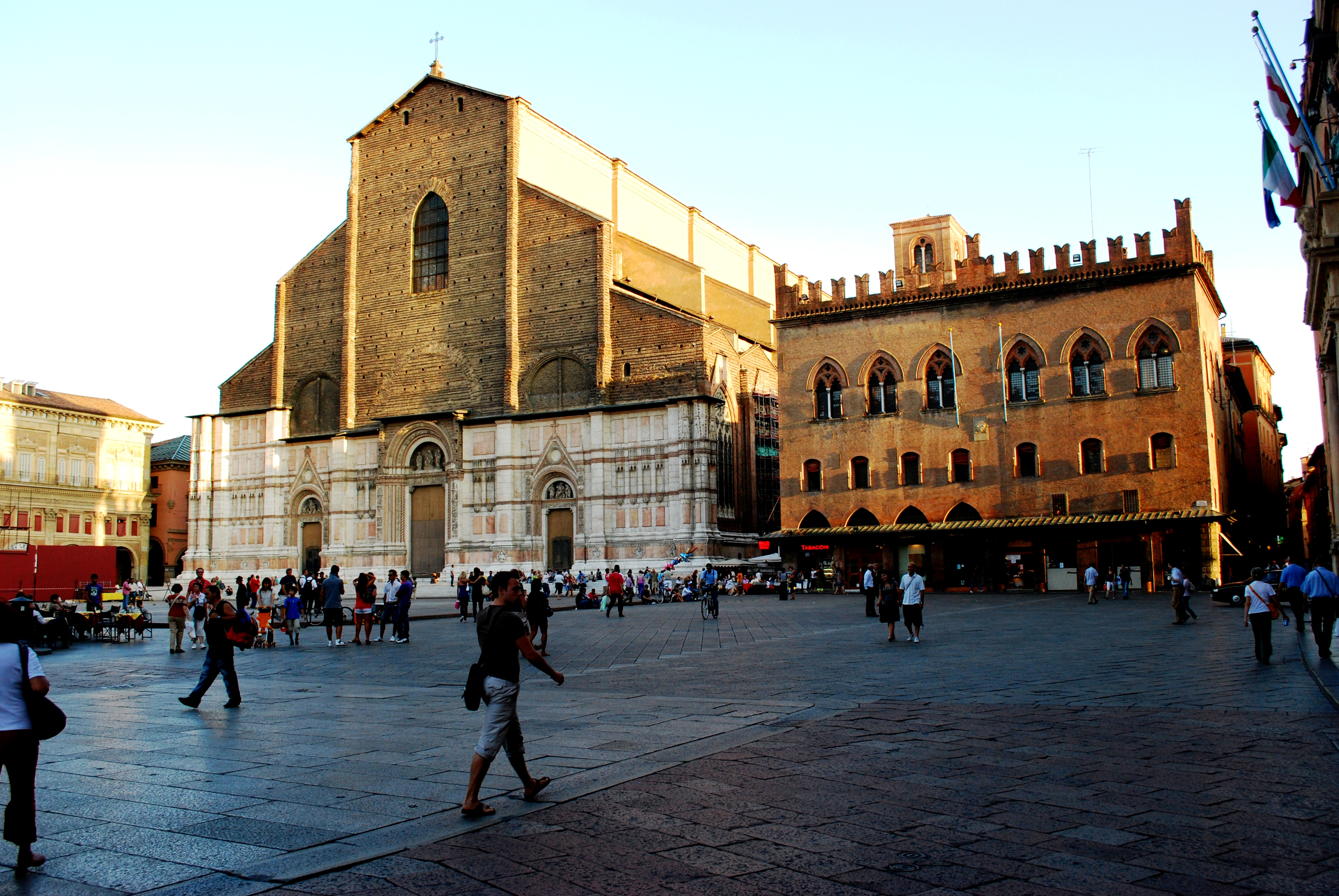
San Petronio a Palazzo dei Notai
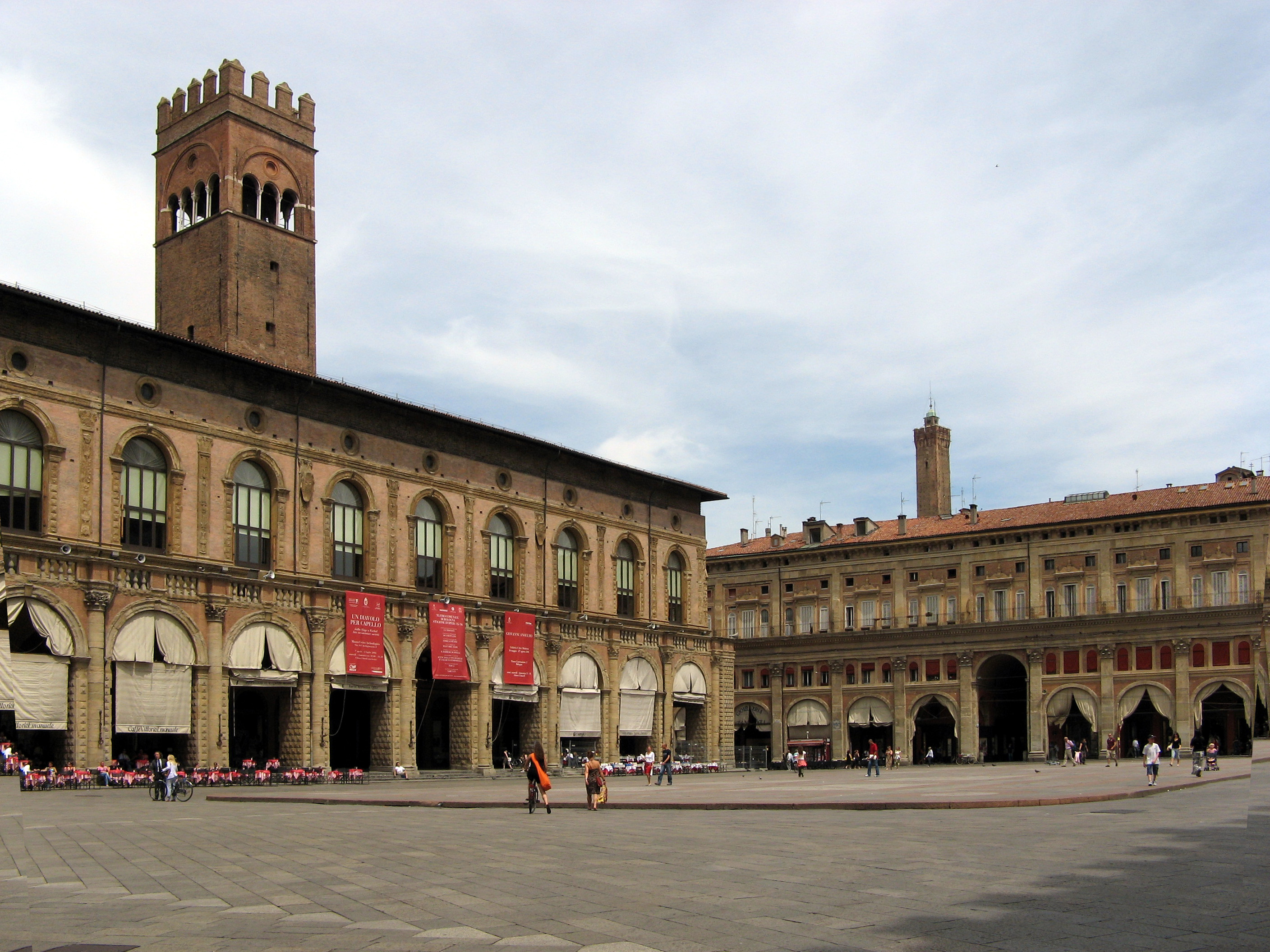
Piazza Maggiore, Palazzo Podesta a Bianchi
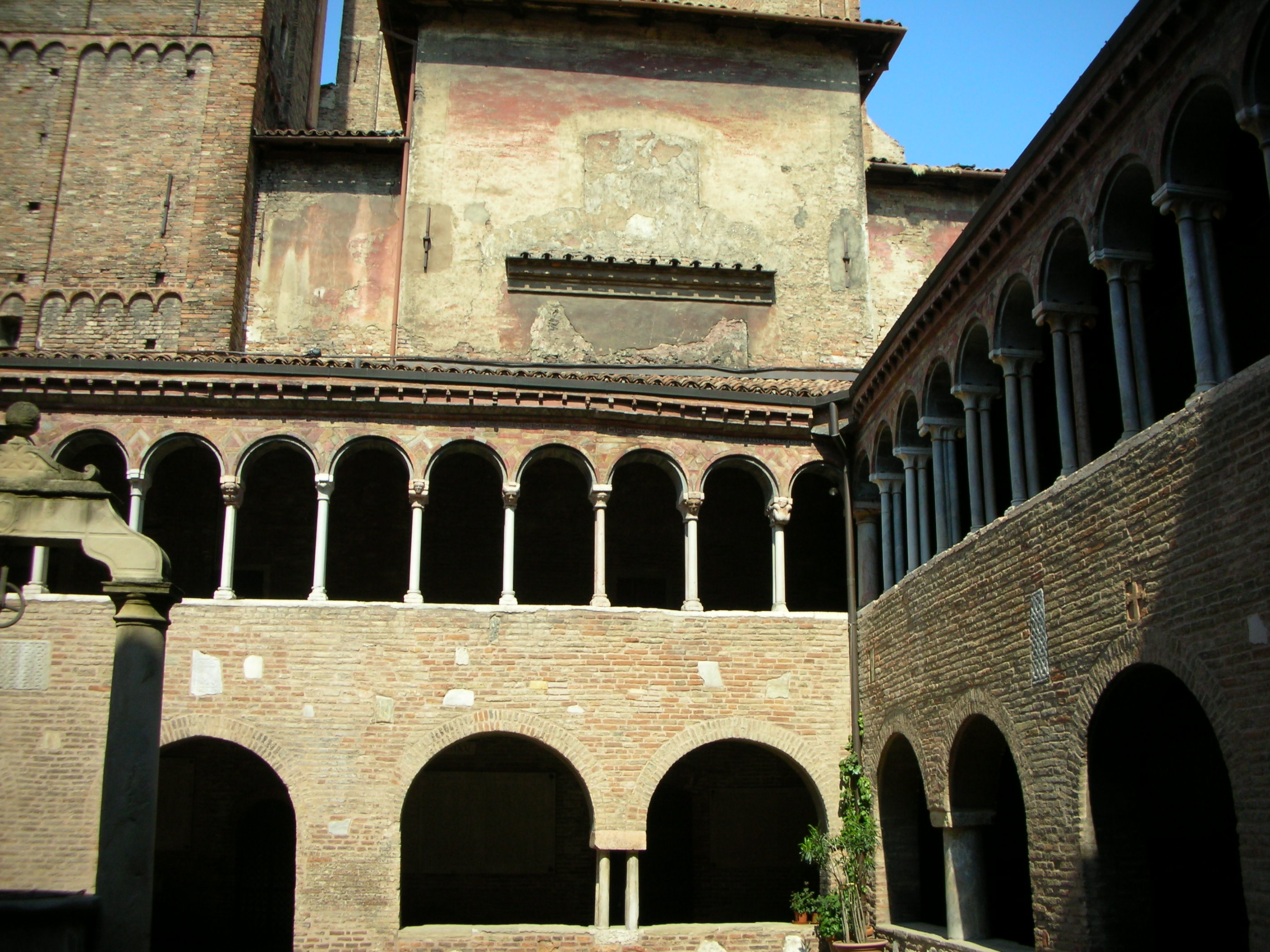
San Stefano, rajský dvůr
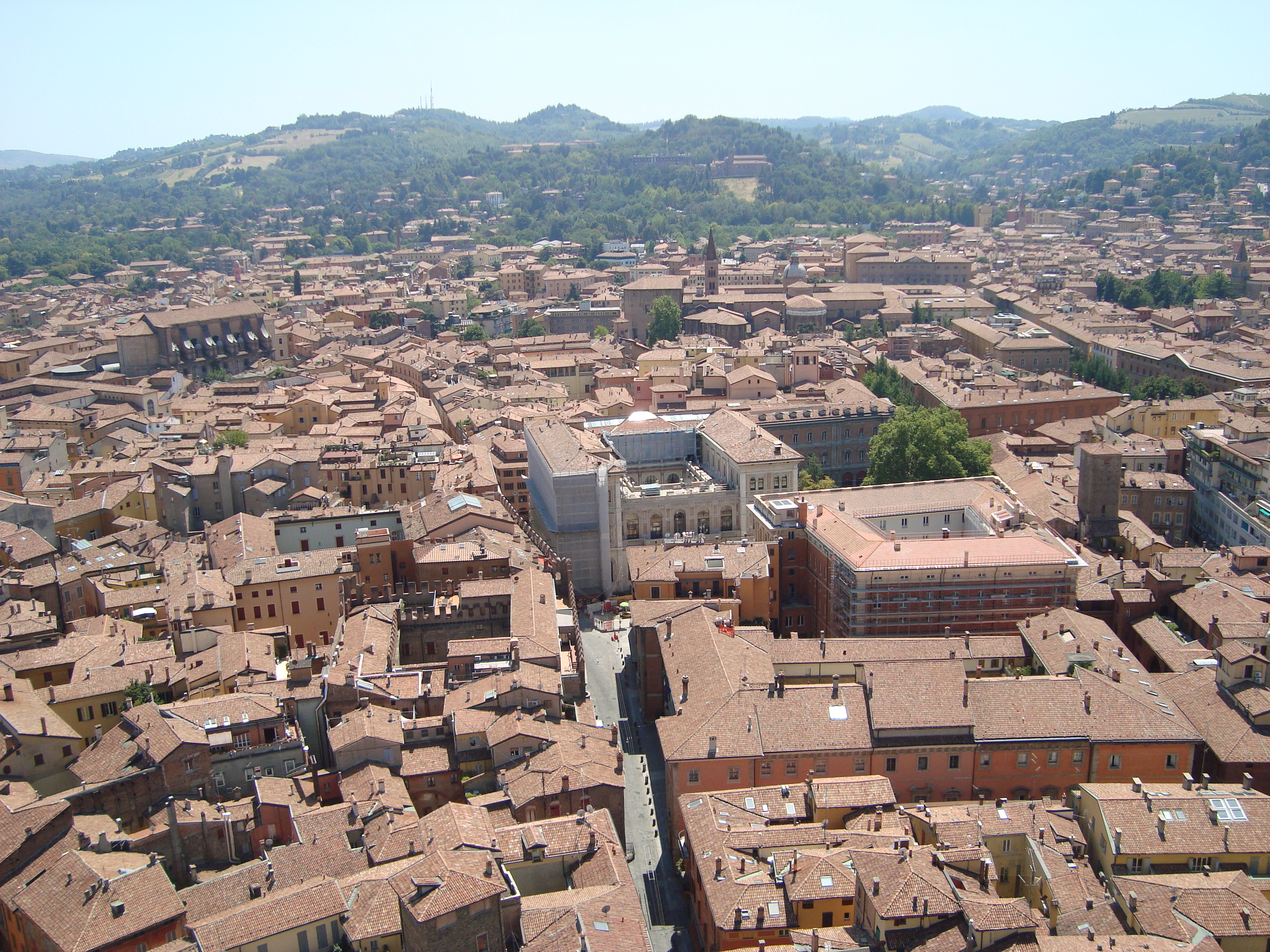
Bologna jižně
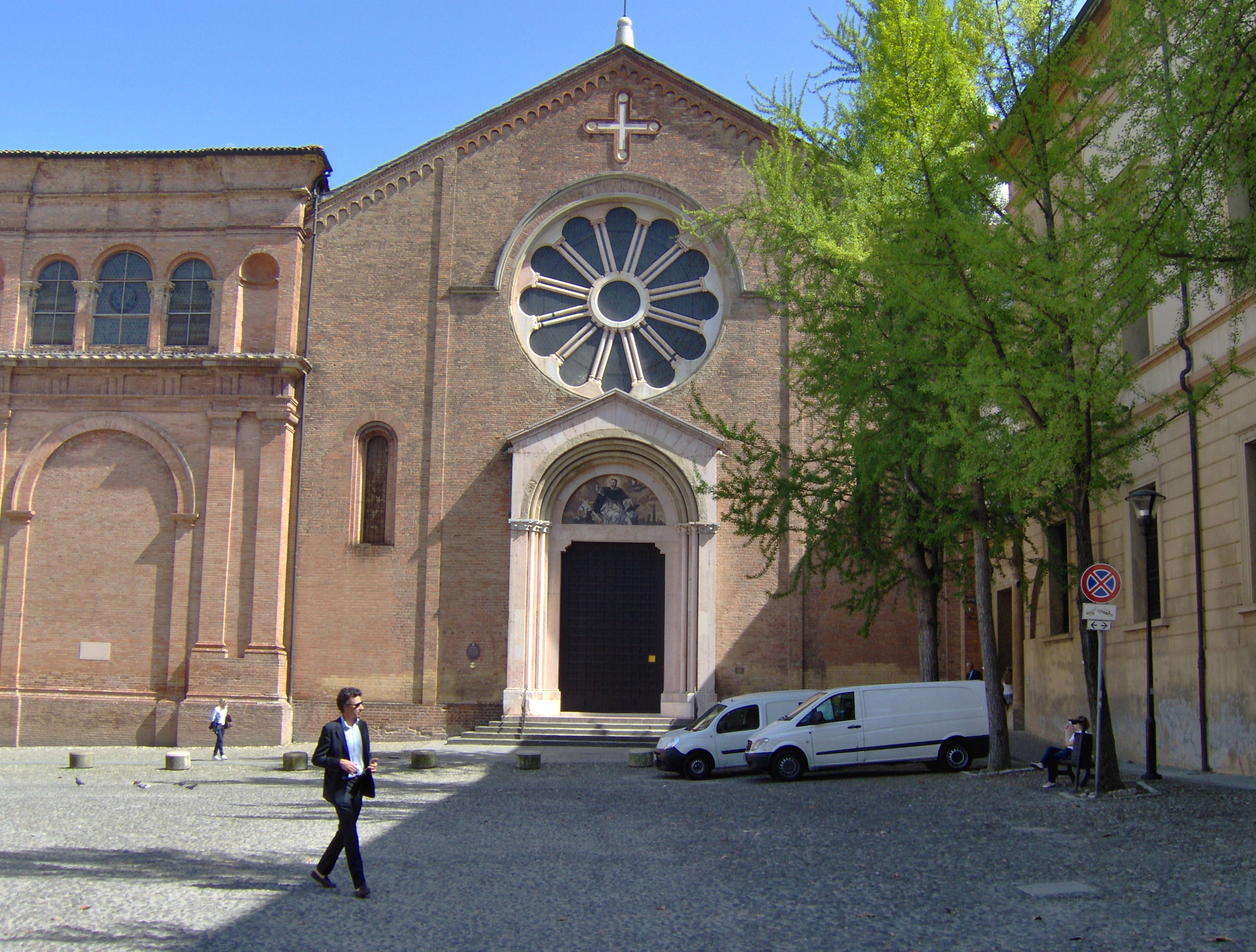
Kostel San Domenico
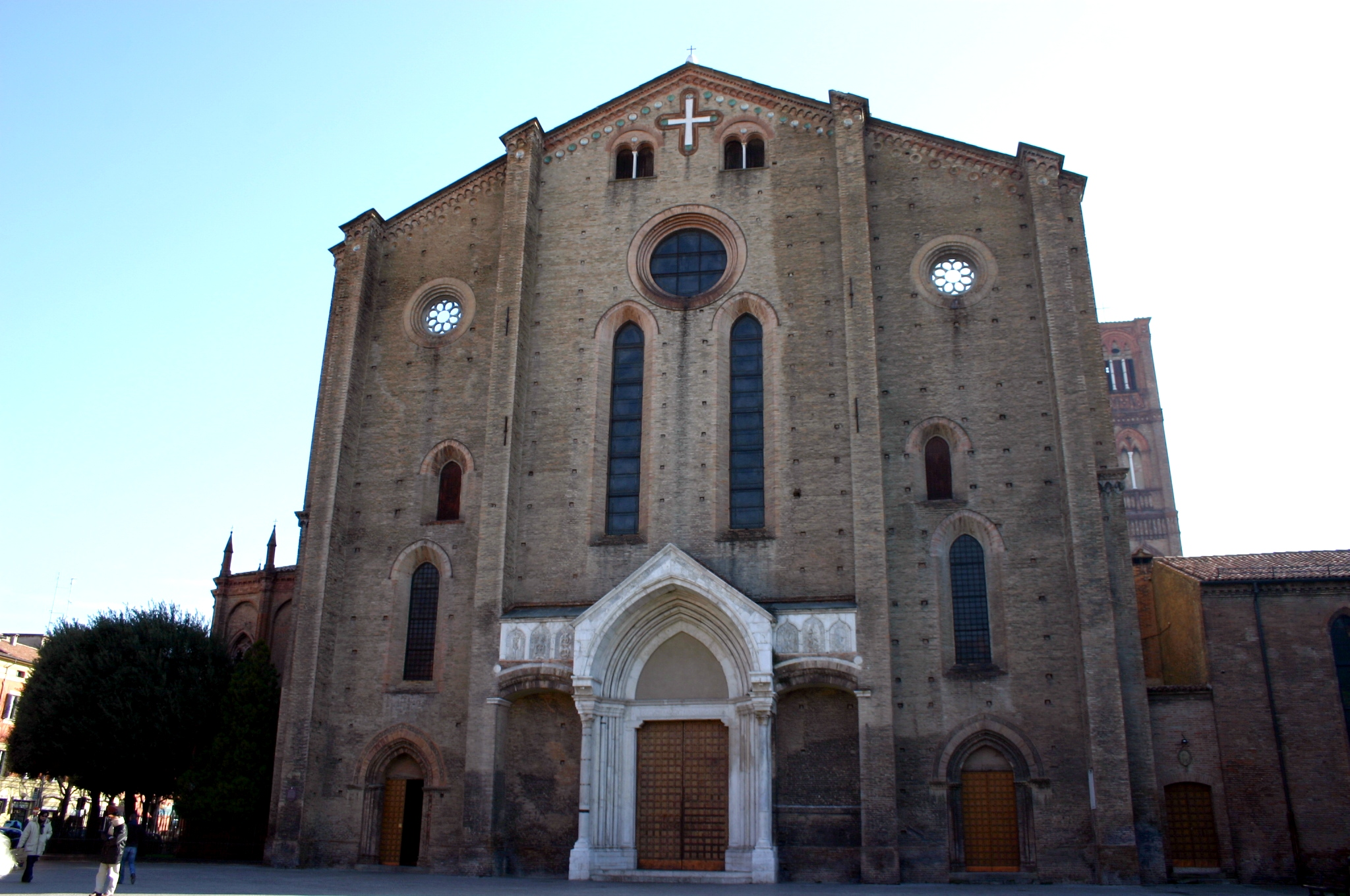
San Francesco, průčelí
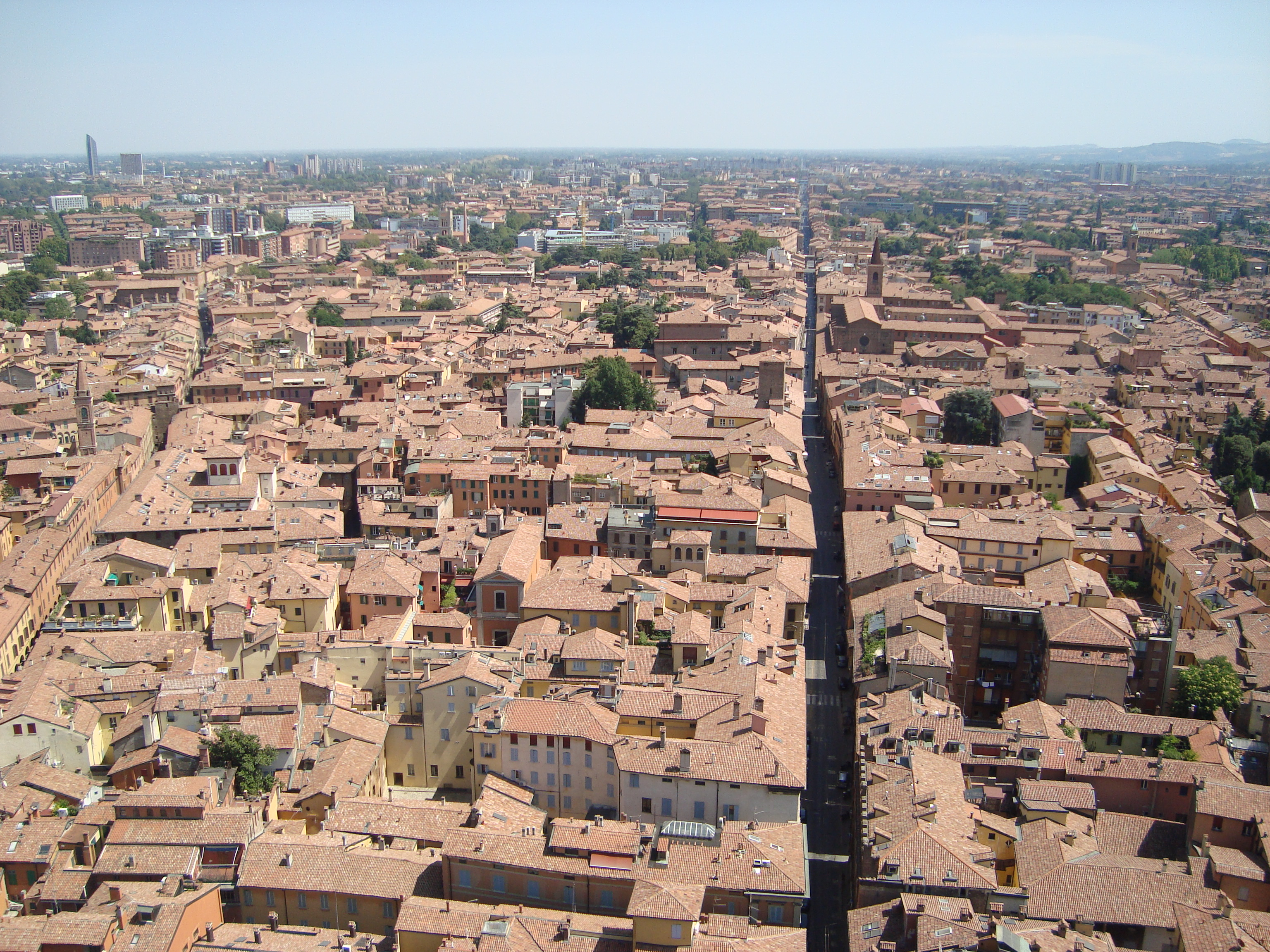
Bologna východním směrem
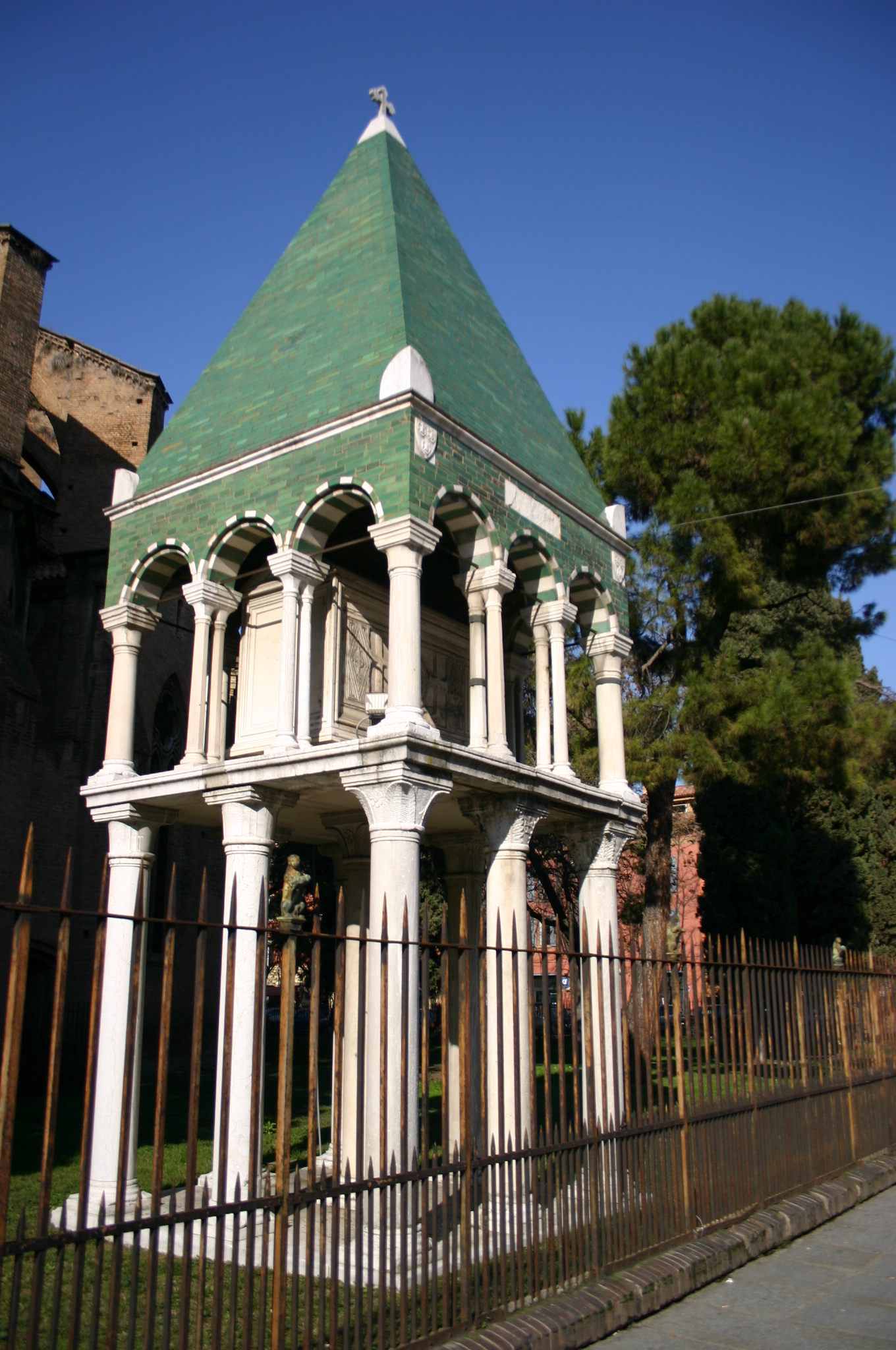
San Francesco, náhrobek Odofreda (1265)
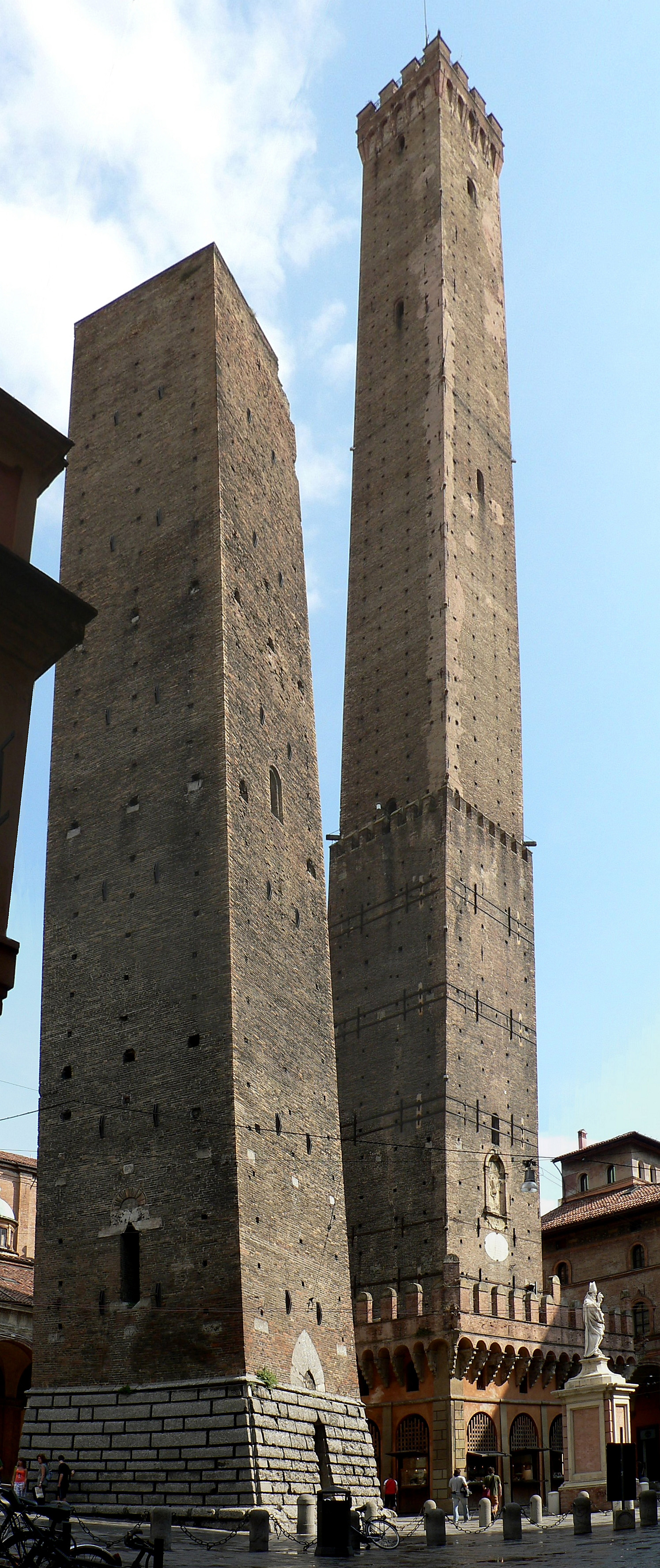
Dvě věže (Asinelli a Garisenda)
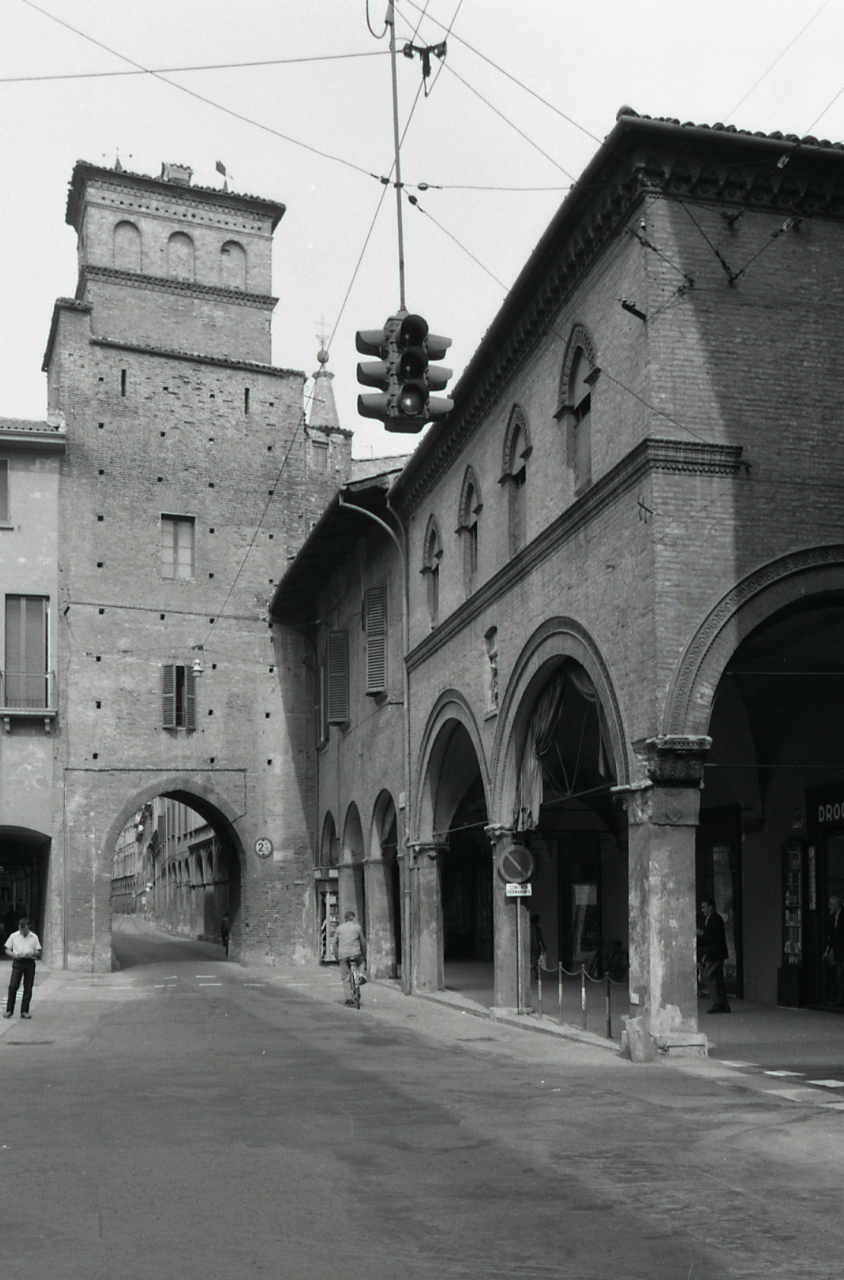
Brána Torresoto
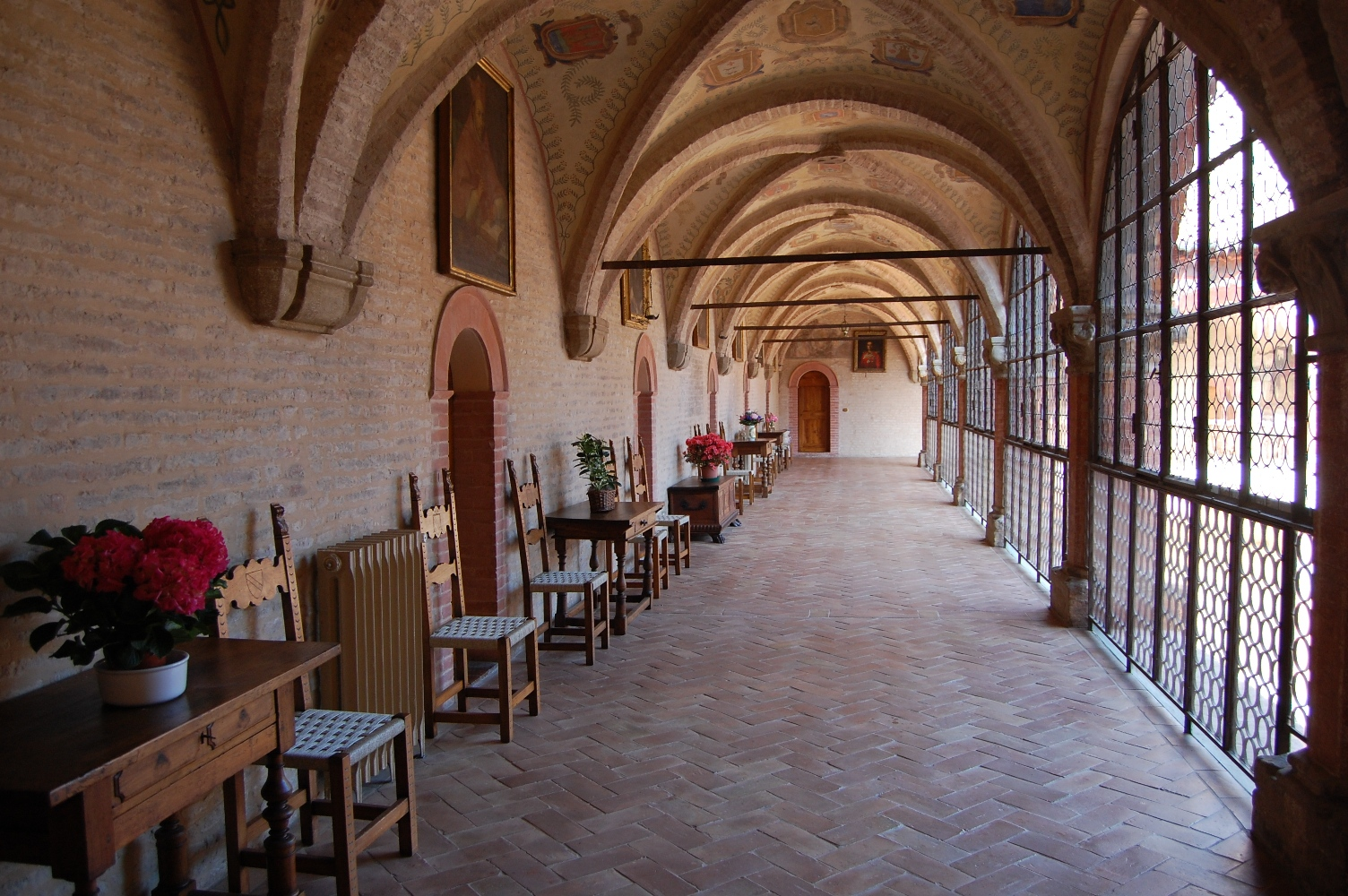
Španělská kolej
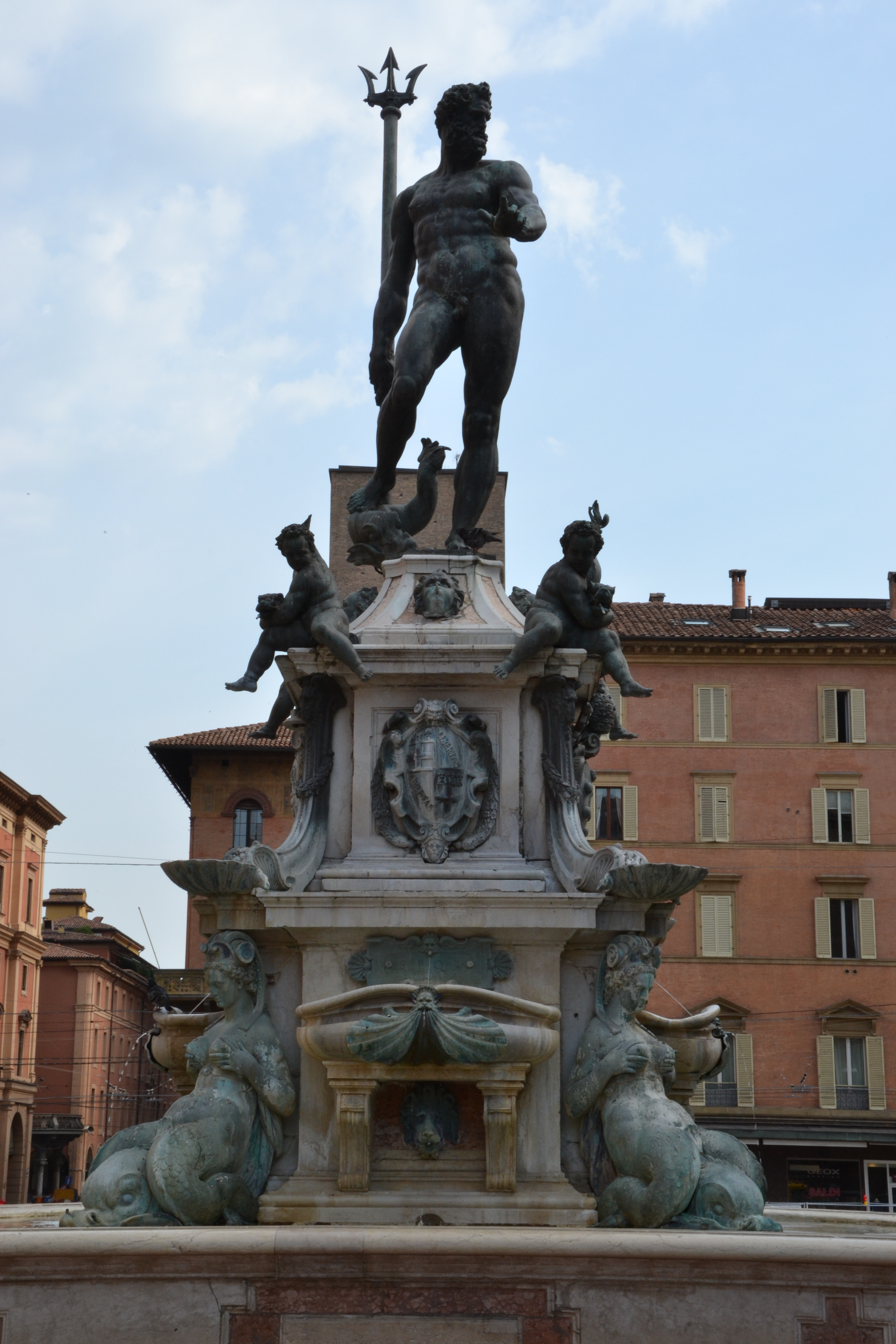
Fontana del Nettuno